# Qシップ
Qシップ（Q-ship）または囮船（Decoy Vessel）、特務船（Special Service Ships）とは、武装を隠して一般商船を装い、敵潜水艦を油断させ奇襲する武装商船の一種である。第一次世界大戦でイギリス海軍が最初に用い、Qシップの名称はその際の符丁に因む。

## イギリス海軍のQシップ

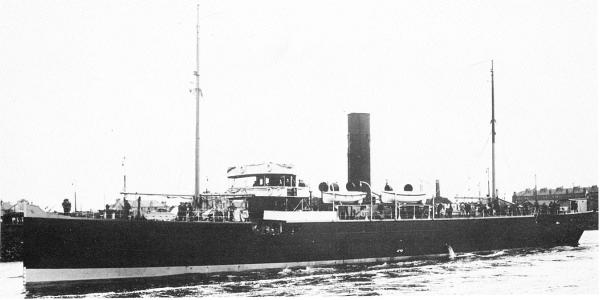
HMS Tamarisk

第一次世界大戦時、イギリスはドイツ帝国海軍の潜水艦（Uボート）による通商破壊で多くの輸送船を撃沈され、苦境に陥っていた。Uボートの武装は高価で弾数の少ない魚雷のほかに艦載砲を有しており、弱体な輸送船を攻撃する際は魚雷の節約のため浮上砲撃を行うことが多かった。特に相手が商船や中立国の船の場合には事前に禁制品を積んでいないか確認したり、乗組員に退避の時間を与えたりする必要があったために、攻撃前に船舶の前に浮上して警告するのが常であった。イギリスはこれを逆手にとって商船や漁船に大砲を積んでUボートに対抗することにした。これがQシップである。
Qシップは様々な民間の船に大砲を積んだもので、排水量や寸法は一定しない。乗り組んでいたのは大砲を扱える海軍軍人であったが、商船であることを意識させるため軍服を着用しなかった。また、普段は中立国の船旗を掲げてUボートを油断させ、Uボートを攻撃する直前に英国旗を掲げて正体を明かすことで戦時国際法違反を回避した。
実戦投入されたQシップの戦果は、それほど芳しくなかった。1917年8月に投入後、わずか1週間で3隻が何の成果も無いまま撃沈された。初期は油断していたUボートを比較的容易に撃沈できたが、Qシップは正規軍艦のような装甲を持たなかったので返り討ちに遭うこともしばしばであった。しかしながらQシップは安価な艦であったため、高価なUボートと相撃ちになっても十分な戦果であると考えられた。
また、イギリス海軍では、上記のような徴用船改装のQシップのほかに、小型貨物船に酷似した外見として設計された正規軍艦のPC級哨戒スループ（en）までも建造している。既製のフラワー級スループの中にも、商船風に改装されてQシップとして運用された例が見られる。
Qシップの存在によってドイツ海軍は浮上後砲撃による通商破壊を止め、魚雷による無制限攻撃（無制限潜水艦作戦）を行うこととした。これによってQシップの損害は馬鹿にならなくなったが、Uボートの活動時間当たりの撃沈数を減らすことができた。加えて、中立国の船にすら無警告での攻撃を始めた事でルシタニア号の悲劇が起き、アメリカ合衆国が参戦、大戦は終結に向かうこととなる。
イギリス海軍は、第二次世界大戦初期にも再びドイツのUボートに悩まされてQシップを投入したが、効果が乏しく1941年末には使用を中止した。

## イギリス海軍以外での類似例

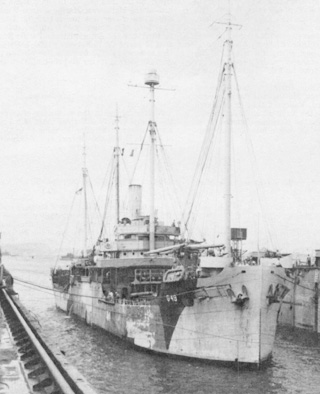
アメリカ海軍のQシップ「アナカパ

第一次世界大戦で連合国であった日本は、日英同盟により日本海軍の第二特務艦隊をヨーロッパ戦線に派遣し、この時にイギリス海軍よりＱシップについて学んだ。
第二次世界大戦では、アメリカ海軍も、同様の囮船としての任務を持った武装商船を使用している。1942年1月から5隻を運用したが、成果は無かった。
日本海軍でも、徴用して特設砲艦として使用していた商船「でりい丸」を、囮船として改装した。1944年1月15日に駆潜艇1隻を伴い囮船としての初出撃をしたが、翌16日深夜にアメリカ海軍の潜水艦「ソードフィッシュ」の雷撃で船体前部を失い、その後、時化の大波を受けて沈んでいる。同船は改造により「不沈構造」とされていたはずだったが、時化の影響もあって損害に耐えることができなかった。